# Journal of Strategic Studies
Das Journal of Strategic Studies ist eine seit 1978 herausgegebene führende wissenschaftliche Zeitschrift für Strategische Studien, insbesondere Militärstrategie und Diplomatie. Sie erscheint zweimonatlich bei Routledge (Taylor & Francis) in Abingdon und unterliegt einem Peer-Review. Die Herausgeber sind Joe Maiolo vom Department of War Studies, King’s College London (UK) und Thomas G. Mahnken von der Johns Hopkins University (USA).
Dem Editorial Board gehören u. a. Eliot A. Cohen, Brian Bond, Michael Epkenhans, Lawrence Freedman, Beatrice Heuser, Samuel P. Huntington, Paul Kennedy, Thomas Schelling, Reinhard Selten, Kenneth Waltz und Laurence Martin an.
Gemäß dem Social Sciences Citation Index (SSCI) hatte die Zeitschrift 2012 einen Impact Factor von 0.817.